# Pagak (Pagak)
Pagak is een bestuurslaag in het regentschap Malang van de provincie Oost-Java, Indonesië. Pagak telt 7960 inwoners (volkstelling 2010).